# عادل حاشوش الركابي
عادل حاشوش جابر جاسم الركابي (1968) سياسي عراقي يشغل منصب وزير العمل والشؤون الاجتماعية منذ 7 مايو (أيار) 2020 في حكومة مصطفى الكاظمي .
وهو عضو «نقابة المحامين العراقيين»، و«اتحاد الحقوقيين العراقيين».
شغل منصب مدير عام الدائرة الإدارية والمالية والقانونية في «وزارة العمل والشؤون الاجتماعية»، ومدير قسم المتابعة التشريعية في «مجلس النواب العراقي» بين 2012 و2017، وخبير قانوني في «رئاسة الجمهورية» بين 2011 و2012.
كما عمل مديراً لقسم التحقيقات في «هيئة النزاهة» خلال 2005، ومديراً لـ«ناحية في محافظة ذي قار»، ورئيساً للمجلس البلدي للناحية ذاتها بين 2003 و2005.
يملك 25 عاماً من الخبرة في مجال الإدارة والعمل القانوني.
حاصل على دكتوراه في القانون العام، وماجستير في القانون الدستوري من «جامعة النهرين»، وبكالوريوس في القانون من «جامعة بغداد».